# 陳庭詩 (萬曆進士)
陳庭詩（？—1602年），號平台，福建泉州府晉江縣軍籍。明朝政治人物。

## 生平
萬曆十六年（1588年）戊子科福建鄉試舉人，萬曆十七年（1589年）聯捷己丑科三甲一百四十八名进士，兵部觀政，十二月授廣東遂溪县知县，二十三年擢主事，歴員外郎、刑部郎中，二十九年外任臨江府知府，三十年卒。

## 家族
曾祖陳滔。祖父陳克忠，寿官。父陳性宗，生员。